# Zmierzch (cykl)
Zmierzch – seria powieści amerykańskiej pisarki Stephenie Meyer. Opowiada o przygodach Belli Swan, która po przeprowadzce do miasteczka Forks, w stanie Waszyngton, zakochuje się w wampirze Edwardzie Cullenie.
Saga opowiedziana jest w większości z punktu widzenia Belli, prócz epilogu zawartego w trzeciej części serii – Zaćmienie, oraz 2. księgi czwartej części – Przed świtem, opowiedzianej z punktu widzenia Jacoba Blacka. Tom Midnight Sun opowiada historię Zmierzchu z punktu widzenia Edwarda Cullena.

## Saga Zmierzch

### Zmierzch
Siedemnastoletnia Bella Swan przeprowadza się z Phoenix do ponurego, deszczowego miasteczka Forks w stanie Waszyngton, aby jej matka mogła podróżować razem ze swoim nowym mężem Philem, zawodowym baseballistą. Nastolatka zaczyna całkowicie nowe życie ze swoim ojcem Charliem. Chodzi do miejscowej szkoły średniej. Z początku nie może się przyzwyczaić do życia w Forks, jednak niedługo potem poznaje tam przystojnego tajemniczego chłopaka Edwarda, który zawsze przesiaduje wraz ze swoim rodzeństwem przy jednym stoliku w stołówce i unika innych ludzi poza swoją rodziną. Dziewczyna dowiaduje się z czasem, że Cullenowie (rodzina Edwarda) są wampirami, z czego niektórzy obdarzeni są nadludzkimi mocami, takimi jak czytanie w myślach (Edward), umiejętność sterowania cudzymi emocjami (Jasper) czy przewidywanie przyszłości (Alice). Mimo że wiąże się to z dużym ryzykiem, Edward i Bella nadal utrzymują ze sobą kontakty. Wkrótce zakochują się w sobie, nie mogąc bez siebie żyć. Niedługo później do miasta przybywa troje podróżujących wampirów: James, Laurent i Victoria. Wskutek nieszczęśliwego zbiegu okoliczności jeden z nich – James – stawia sobie za cel dopaść i zabić Bellę. James jest tropicielem. Dziewczyna ucieka do rodzinnego Phoenix, gdzie jest chroniona przez Alice i Jaspera. Bella dostaje od Jamesa informację, że ten uwięził jej matkę i wypuści ją tylko, jeśli dostanie to, czego chce, czyli krew siedemnastolatki. W trosce o życie matki, Bella wymyka się eskorcie i udaje się na spotkanie z Jamesem w szkole baletu, do której niegdyś jako dziecko uczęszczała.  Ostatecznie James zostaje zabity, Edward ratuje ukochaną przed niebezpieczeństwem i razem z całą rodziną Cullenów wracają do Forks. Edward zabiera ją na bal absolwentów, gdzie daje jej do zrozumienia, że nie ma zamiaru przemienić jej w wampira. 

### Księżyc w nowiu
W swoje osiemnaste urodziny Bella rozcina sobie palec podczas rozpakowywania prezentów w domu Cullenów. Jasper traci nad sobą kontrolę i próbuje ją zaatakować, jednak jego zamiary udaremnia Edward. Cała rodzina opuszcza Forks, gdyż wampir uważa, że naraża ukochaną na zbyt wielkie niebezpieczeństwo. Edward mówi dziewczynie, że już jej nie kocha i nie potrzebuje. Bella zapada w głęboką depresję, na cztery miesiące izolując się od świata. W końcu zaprzyjaźnia się z Jacobem Blackiem, zaczyna spędzać więcej czasu w rezerwacie La Push. Kiedy czuje przypływ adrenaliny, ma omamy i słyszy głos Edwarda, dlatego zaczyna świadomie narażać swoje życie. Indianin bliżej poznaje Bellę i zakochuje się w niej, jednak dziewczyna wciąż darzy Edwarda głębokim uczuciem. Jacob nagle zaczyna chorować i zmieniać się, nie chce już widywać się z przyjaciółką. Okazuje się, że legendy, które jej opowiadał, są prawdziwe. Stał się zmiennokształtnym – największym wrogiem wampirów. Chroni Bellę przed Victorią, która nade wszystko pragnie zemsty po śmierci ukochanego Jamesa z rąk Edwarda.Wielkie zamieszanie rozpoczyna się, kiedy Alice widzi w swojej wizji Bellę skaczącą z klifu. Edward przekonany jest, że jego ukochana popełniła samobójstwo. Nie widząc sensu swojej dalszej egzystencji, decyduje się wyjechać do Volterry we Włoszech i sprowokować Volturi, największą i najgroźniejszą na świecie rodzinę wampirów, by go zabili. W samą porę Alice i Bella powstrzymują go przed wyjściem na słońce i ujawnieniem swojej prawdziwej tożsamości. Volturi, zdecydowani pozbawić Edwarda i jego towarzyszki życia, zgadzają się puścić ich wolno pod warunkiem, że Bella zostanie zmieniona w wampira w najbliższym czasie, co chłopak chce jak najbardziej odwlec. Po powrocie do Forks, Jacob nie chce dalej utrzymywać kontaktów z Bellą, a Edward obiecuje, że już nigdy jej nie zostawi, chyba że sama będzie tego chciała. Akcja książki kończy się głosowaniem rodziny Edwarda, czy Bella ma zostać jedną z nich. Edward i Rosalie są temu przeciwni; Alice, Jasper, Emmett, Carlisle i Esme są za. Decyzję podejmuje Carlisle: zobowiązuje się zmienić Bellę w wampira na zakończenie roku szkolnego.

### Zaćmienie
Charlie okazuje wyraźną niechęć do Edwarda za to, że jego córka tak wiele przez niego wycierpiała. Wolałby, aby Bella spędzała więcej czasu z Jacobem Blackiem. Żądna krwi Victoria nadal poszukuje Belli. Do tego w Seattle grasuje nowo narodzony wampir, który zabija ludzi. Poza tym obcy pobratymiec Edwarda odwiedza pewnego ranka, podczas nieobecności Belli, dom Swanów i zabiera czerwoną bluzkę dziewczyny. Okazuje się, że za wszystkim stoi wampirzyca Victoria, która tworzy armię „nowo narodzonych” wampirów. Rodzina Cullenów i sfora Sama, składająca się z dziesięciu wilkołaków, łączy się w bitwie przeciw Victorii i jej armii. Jasper szkoli wszystkich, aby jak najlepiej umieli się bronić i unieszkodliwiać nowo narodzonych. Bella, martwiąc się o Edwarda, prosi go, by został z nią na czas bitwy. Na dwie noce przed atakiem wampirów Edward ponownie prosi Bellę o rękę, a dziewczyna przyjmuje oświadczyny. Oczekując na bitwę, Jacob oznajmia Belli, że ją kocha, a ona stwierdza, że nie czuje do niego tego samego. Tuż przed pójściem Jake’a na bitwę dowiaduje się on o zaręczynach Belli i Edwarda. Chłopak załamuje się i mówi Belli, że zginie w walce. Bella pragnąc, aby żył prosi go, aby ją pocałował i mówi mu, że też go kocha, ale to nic nie zmienia, Bella woli Edwarda. Walka rozpoczyna się, w jej wyniku Victoria wraz ze swoją armią zostaje pokonana i uśmiercona. Jacob odnosi poważne rany, lecz cechy wilkołaka pomagają mu w leczeniu obrażeń. Jacob po rozmowie z Bellą oznajmia, że potrzebuje czasu, aby zrozumieć, że go odrzuciła. Pod koniec Bella wybiera miłość Edwarda, nie Jacoba. Zapada decyzja o ślubie zakochanych. Jacob, nie mogąc znieść bólu po stracie ukochanej, ucieka z Forks pod postacią wilka.

### Przed świtem
Bella i Edward pobierają się. Miesiąc miodowy spędzają na Wyspie Esme, jednak sielanka szybko się kończy, kiedy Bella dowiaduje się, że zupełnie nieoczekiwanie zaszła w ciążę. Nikt z nich  nie spodziewał się, że wampir może mieć dziecko. Rosalie rozumie Bellę, czego efektem jest ich przyjaźń. Jacob kiedy dowiaduje się o ciąży Belli postanawia ją chronić, czemu przeciwny jest Sam. Black przeciwstawia się Alfie i tworzy nową sforę do której z czasem dołączy Seth i jego siostra Leah. Ekstremalnie szybka ciąża Belli odbiera jej siły, przez co Edward nienawidzi istoty, która wyrządza jego żonie krzywdę. Zmienia jednak zdanie, gdy słyszy myśli ich dziecka, a są one przepełnione miłością do Belli. Gdy na świat przychodzi ich córeczka, pół człowiek, pół wampir, rodzice nadają jej imię Renesmee. Podczas porodu Bella prawie umiera, gdyż dziecko złamało jej m.in. kręgosłup i wiele kości. Edward, chcąc uratować ukochaną, przemienia ją w wampira, wstrzykując swój jad w jej serce. Po przemianie Bella nie zachowuje się jak inne nowonarodzone wampiry – potrafi nad sobą panować, jest w stanie powstrzymać się od zaatakowania człowieka, a głód nie przesłania jej miłości do bliskich. Okazuje się, że Jacob wpoił się w Renesmee, czemu Bella jest przeciwna i rzuca się na niego, ale broni go Seth. Jacob nazywa ją Nessi, co wkrótce udziela się innym. Wkrótce okazuje się, że dziecko Belli i Edwarda posiada nadprzyrodzoną moc – potrafi pokazywać swoje wspomnienia, prośby, żądania za pomocą obrazów. Poza tym rozwija się w zatrważającym tempie – po trzech miesiącach dziewczynka wygląda jak dwulatka. Gdy wampirzyca z Denalii, Irina, dostrzega Renesmee w lesie, bierze ją za „nieśmiertelne dziecko”, których tworzenie jest niezgodne z prawem ustanowionym przez Volturi. Zawiadamia Aro, Kajusza i Marka o zaistniałym incydencie. Kiedy wiadome jest, że dojdzie do starcia z Volturi, Alice i Jasper niespodziewanie znikają i zostawiają Belli dziwne znaki. Cullenowie, którzy zdążyli pokochać Renesmee, zwołują wszystkie znane im wampiry z całego świata, aby ci potwierdzili, że dziecko Belli i Edwarda rozwija się i nie jest tym, za kogo uważają je Volturi. Podczas zjazdu wampirów Bella dowiaduje się, że ma wyjątkowy dar – może chronić swoich bliskich przed atakami mentalnymi. Cullenowie przekonują Volturi, że Renesmee nie jest jedynym takim przypadkiem i nie stanowi niebezpieczeństwa dla reszty wampirów. Volturi, nie mając argumentów, by ukarać Cullenów, zawieszają broń i odchodzą w pokoju, zgładziwszy uprzednio Irinę. Po tych wydarzeniach Bella i Edward ze swoją córeczką przenoszą się do swojego domku w lesie niedaleko Forks, by odtąd mieszkać tam w spokoju i niczym niezmąconym szczęściu.

## Miejsce akcji
Akcja rozgrywa się głównie w mieście Forks w stanie Waszyngton, gdzie zamieszkuje główna bohaterka Bella Swan wraz z ojcem Charliem. Inne miejscowości ze stanu Waszyngton wspomniane w sadze to: Port Angeles, Olympia, Seattle oraz La Push. Pojawia się również, leżące w stanie Oregon, miasto Portland.
W pierwszej części, Zmierzchu, akcja toczy się również w rodzinnym mieście Belli, Phoenix w stanie Arizona, gdzie Swan zostaje wywieziona przez Cullenów. 
Volterra (Włochy) jest miejscem wspomnianym w drugiej części, Księżycu w nowiu, kiedy Edward postanawia popełnić samobójstwo. Następnym miejscem jest Jacksonville w stanie Floryda z trzeciej części sagi, Zaćmienie, kiedy Swan wraz z ukochanym odwiedza swoją matkę. W czwartej części, Przed świtem, fikcyjna Wyspa Esme zlokalizowana jest gdzieś w okolicach Brazylii.

## Odniesienia do innych powieści
W wywiadzie udzielonym przed premierą Przed świtem Stephenie Meyer powiedziała, że poszczególne tomy cyklu zawierają odniesienia fabularne do kilku jej ulubionych powieści:
- Zmierzch zawiera odniesienia do Dumy i uprzedzenia autorstwa Jane Austen oraz do Dziwnych losów Jane Eyre autorstwa Charlotte Brontë
- W Księżycu w nowiu znajdują się odniesienia do Romea i Julii Shakespeare’a
- Zaćmienie zawiera odniesienia do Wichrowych Wzgórz Emily Brontë
- Przed świtem zawiera odniesienia do dwóch dzieł Shakespeare’a – Snu nocy letniej i Kupca weneckiego

## Bohaterowie powieści
- Isabella Marie Cullen (zd. Swan) (ur. 13 września 1987) jest przedstawiona jako wyjątkowo niezwykła osoba. Bardzo blada jak na osobę, która większość swojego życia mieszkała na słonecznym południu USA − swoją bladość tłumaczy z żartem, że jest „w połowie albinosem”. Kocha słońce i ciepło. Lubi czytać − do jej ulubionych autorek można zaliczyć Jane Austen. Nie znosi pełnej wersji swojego imienia. Automatycznie poprawia wszystkich, którzy zwracają się do niej „Isabella”. Ma długie, ciemne, falujące włosy i brązowe oczy. Jest szczupła i ma zaledwie 163 cm wzrostu. Jest bardzo inteligentna, wyrozumiała i opiekuńcza. Nie cierpi strojenia się, mówiąc, że „makijaż jest bólem”.  Jest impulsywną osobą, zazwyczaj stara się zwalczyć tę cechę. Pomimo wielkiego podobieństwa do matki, Isabella pozbawiona jest jej otwartości. Rzadko kiedy staje w świetle reflektorów. W takich wypadkach czuje się zawstydzona. Wielką zagadką dla bohaterki jak i wampirów jest działanie jej mózgu. Pracuje on na innych zasadach niż u reszty ludzi. Dlatego też, większość Zimnych Ludzi ze „specjalnymi” zdolnościami, nie może wykorzystywać na Belli swych mocy. Jako 17 letnia dziewczyna przeprowadza się do pochmurnego i deszczowego miasteczka Forks. Po pewnym czasie spędzonym w nowej szkole zwraca uwagę na rodzinę Cullenów. Zauważa, że najmłodszy z rodzeństwa żywi do niej ogromną niechęć. Niedługo po tym Bella flirtem wyciąga od Jacoba − kolegi z dzieciństwa, że Cullenowie według miejscowych legend są nazywani zimnymi ludźmi czyli wampirami. Stopniowo niechęć Edwarda do Belli przeradza się w głębokie uczucie. W ostatniej części Sagi Bella zostaje zamieniona w wampira. Podobnie jak u niektórych osobników, i u niej po zmianie ujawniają się niezwykłe zdolności. Bella − wampir bardzo szybko omija etap nowo narodzonej bardzo łagodnie, i chociaż cechuje ją olbrzymia siła jest w stanie oprzeć się żądzy krwi. Ponadto Bella odkrywa w sobie umiejętność tworzenia niewidzialnej tarczy, która chroni ją przed atakami mentalnymi. Szybko uczy się, jak „okrywać” innych, niestety odkrywa także, że dzięki osobliwemu darowi jej córki Renesmee jej tarcza ma dziury (jak się później okazuje dotyczą one tylko jej córki, która odziedziczyła zdolności rodziców na odwrót, a więc potrafi przekazywać swoje myśli i nikt nie jest w stanie jej zablokować). Przyjmując nauki od pewnej wampirzycy-amazonki Zafriny potrafi także sprawić (odpychając od siebie tarczę), aby Edward mógł usłyszeć jej myśli mimo „ochrony” jaką zapewnia jej tarcza. Sprawia im to wiele radości, a Edwardowi również daje uczucie ulgi, ponieważ potrafi usłyszeć swoją ukochaną. Żona Edwarda i matka Reneesme.

- Edward Anthony Masen Cullen (ur. 20 czerwca 1901, zm. 1918) jest wampirem, który zakochuje się ze wzajemnością w Belli Swan, zwykłej dziewczynie. W ostatniej części sagi, „Przed świtem”, żeni się z nią i płodzi dziecko, co pociąga za sobą przemianę Belli w wampira.

Edward Cullen jest opisywany jako wyjątkowo urodziwy, nawet wśród wampirów. Ma białą skórę, w słońcu iskrzącą jak diamenty, kasztanowe włosy, zawsze w wystudiowanym nieładzie i oczy o zmiennym kolorze, od jasnozłotego do czarnego, w zależności od stopnia pragnienia. Jest wysportowany i muskularny, autorka porównuje nawet jego ciało do posągu Adonisa. Jest nadludzko silny i szybki, potrafi również czytać w myślach ludzi, wilkołaków i wampirów. Edward jest bardzo poważną osobą. Poprzez wgląd do umysłów innych istot poznaje ich psychikę i poglądy, co niekiedy pomaga mu przeżyć. Ma wyrafinowane poczucie humoru. Potrafi być cyniczny i niemiły, ale zazwyczaj stara się być uprzejmy. Wychowany w czasach pierwszej wojny światowej, ma maniery dżentelmena. W stosunku do Belli jest troskliwy, zaborczy i nadopiekuńczy. Potrafi być bardzo zazdrosny, irytuje go także tarcza mentalna jego ukochanej. Walczy o zachowanie Belli przy życiu − nie chce jej przemienić w wampira, by nie utraciła duszy. Rodzinę stawia na pierwszym miejscu. Dzięki swojemu urokowi potrafi zamącić w głowie niejednej kobiecie, lecz jego wygląd potrafi także przerazić. Jego matka nazywała się Elizabeth Masen, a ojciec − Edward Masen (senior). W roku 1918 świat ogarnęła pandemia grypy hiszpanki. Wśród tysięcy umierających ludzi znalazła się rodzina Edwarda. Pierwsza fala epidemii zabrała Edwarda seniora, następnie umarła Elizabeth. Tuż przed śmiercią, kobieta w gorączce prosiła doktora Carlisle'a Cullena, by postarał się uratować życie jej syna za wszelką cenę. Carlisle zmagał się z własnym sumieniem, ale w końcu podjął decyzję. Zabrał matkę Edwarda do kostnicy, następnie wrócił po jej syna. Nikt nie zauważył, że Edward jeszcze żyje − zbyt wielu ludzi było chorych, nikt nie zwracał uwagi na to, co robi Carlisle. Doktor zabrał chłopaka do swojego domu, gdzie przemienił go w wampira poprzez ukąszenie. Jest przybranym bratem Alice, Emmeta, Rosalie, Jaspera, mężem Belli i ojcem Reneesme. Często podczas kłótni jego siostra − Rosalie nazywa go Rudzielcem, ale on sam twierdzi iż jego włosy są miedziane.
- Jacob Black – jest Indianinem z plemienia Quileute, a także istotą zmiennokształtną (błędnie uważany za wilkołaka). Mieszka na terenie rezerwatu La Push. Ma dwie starsze siostry, Rachel i Rebeccę. Jego matka zginęła w wypadku samochodowym. Według legendy jego plemię wywodzi się od wilka, co znaczy, że Jacob i rodzina są wilkołakami. Jego ojciec, Billy Black jest niepełnosprawny i należy do starszyzny plemienia Quileute. Jako swą przyszłą partnerkę wybrał (a właściwie „wpoił sobie”) Renesmee, córkę Belli i Edwarda. Nazywa ją pieszczotliwie Nessie. Kiedyś rywalizował o względy Belli z jej ukochanym Edwardem.
- Alice Cullen (urodzona jako Mary Alice Brandon) − jest adoptowaną córką Carlisle'a i Esme, przybraną siostrą Edwarda, Rosalie i Emmetta oraz żoną Jaspera. Z czasem stała się także najlepszą przyjaciółką Belli. Alice opisana jest jako osoba z pełną gracji postawą i z krótkimi, czarnymi, nastroszonymi włosami. Jej nadprzyrodzoną zdolnością jest widzenie przyszłości, która jest udoskonaloną wersją jej zdolności przeczucia, kiedy była człowiekiem. Jednakże jej zdolność jest ograniczona, może ona tylko zobaczyć nadchodzące wydarzenia, nad którymi zostały już podjęte decyzje. W książce „Przed świtem” dochodzi do wniosku, że może zobaczyć bardzo wyraźnie przyszłość wampirów, gdyż jest jednym z nich. Może też zobaczyć przyszłość ludzi, bo była kiedyś człowiekiem, ale nie może zobaczyć przyszłości wilków czy mieszańców, bo nigdy nimi nie była. Wczesne życie Alice jest bardzo niewyraźne, ponieważ nie pamięta nic z bycia człowiekiem, pamięta tylko tyle, że kiedy się obudziła, była już wampirem. W pierwszej książce dowiadujemy się, że urodziła się około 1901 roku w Biloxi w stanie Mississippi i była przetrzymywana w szpitalu psychiatrycznym, ponieważ miała „przeczucia”. Alice została zmieniona przez starego wampira, który pracował w szpitalu psychiatrycznym, żeby chronić ją przed Jamesem, tropicielem, który polował na nią. Po dłuższych poszukiwaniach Alice odnalazła swój grób i odkryła, że data na jej nagrobku pokrywa się z datą jej wpisania do szpitala psychiatrycznego. Ze swoich poszukiwań odkryła również, że miała młodszą siostrę, Cynthię, i że córka Cynthii, która jest siostrzenicą Alice, żyje jeszcze w Biloxi.

- Jasper Hale (ur. w 1844 roku jako Jasper Whitlock) – adoptowany syn Carlisle'a i Esme Cullenów, przybrany brat Rosalie, mąż Alice. Urodził się w Teksasie i wstąpił do armii w roku 1861. Został zamieniony w wampira w 1863 przez wampirzycę Marię, gdy miał 19 lat. Zdobył umiejętności manipulowania uczuciami i emocjami, swoimi jak i innych. Maria, biorąc pod uwagę jego wysoką pozycję w wojsku, uczyniła go swoim pomocnikiem w tworzeniu armii nowo narodzonych wampirów. Jego zadaniem było szkolenie młodych wampirów, a następnie ich zabicie, gdy nie byli już potrzebni (po około roku, kiedy ich siła słabła). Zmęczony takim życiem, dołączył do starych przyjaciół- Petera i Charlotte. W karczmie spotkał Alice, przewidującą o ich spotkaniu, i razem z nią dołączył do rodziny Cullenów. Ma największe problemy z opanowaniem się na widok lub zapach ludzkiej krwi. Ze względu na fizyczne podobieństwo do Rosalie przybrał jej nazwisko- Hale. Jest wysoki i muskularny, ale szczupły − w „Zmierzchu” Bella opisuje go jako „podobnego do lwa”. Jego ciało pokryte jest bliznami w kształcie łuku (ślady zębów), które są pamiątką po wielu latach szkolenia nowo narodzonych wampirów, jednak ludziom niezwykle trudno je dostrzec, widzą je w całej okazałości jedynie wampiry. Ma miodowo-blond włosy i oczy koloru złotego- gdy jest „syty” i ciemnobrązowego, czarnego, kiedy jego głód nie jest zaspokojony. Jasper ma dar sterowania emocjami innych. Jego wadą jest to, że się na nim w pewien sposób odbijają i wpływają na jego samopoczucie.

- Rosalie Hale – Rosalie jest przedstawiona jako niezwykle piękna wampirzyca. Jest wysoka, o posągowej figurze i ma długie, falujące blond włosy. Nawet za czasów bycia człowiekiem była uważana za niesamowicie urodziwą. Rose została przedstawiona jako kobieta posiadająca elegancję, klasę i oczy będące podobnymi do fiołków. Będąc jeszcze człowiekiem, marzyła o posiadaniu męża i dzieci. W końcu zaręczyła się z Royce Kingiem II. Pewnego dnia, po wizycie u swej przyjaciółki Very, dziewczyna została zgwałcona przez swego pijanego narzeczonego i jego kolegów i pozostawiona na pewną śmierć na ulicy. Tam znalazł ją Carlisle Cullen, a nie mogąc pomóc jej w inny sposób zmienił ją w wampira. Początkowo Carlisle chciał, by Rosalie i Edward byli parą, jednak okazało się, że Edward nie lubi blondynek. Edward często przezywał swoją przybraną siostrę, np. mówił, że „jest pusta jak staw z kilkoma niespodziankami”. Rosie za to uważała, że Edward jest rudy, choć jego włosy były miedziane. W końcu Rose znalazła Emmeta − chłopaka pogryzionego przez niedźwiedzia w lesie i zaniosła go do Carlise'a, by ten dokonał przemiany. Zrobiła to, ponieważ przypominał jej synka Very − Henry’ego. Potem wzięli ślub. Ich wesele jest często powtarzane, ponieważ Rosalie kocha być w centrum uwagi, a jej ukochany uwielbia ją uszczęśliwiać. Do swojego wampirzego życia wniosła wytrwałość. To jej najtrudniej było pogodzić się ze swoją przemianą. Uważa, że jeśli historia całej jej wampirzej rodziny skończyłaby się dobrze, wszyscy leżeliby teraz na cmentarzu. Znienawidziła Bellę, która stała przed wyborem, jakiego jej nie dano i zamierzała zrezygnować z czegoś, za co Rosalie dałaby wszystko. Po przemianie Rosalie zemściła się na Royce'u i jego kolegach ubrana w suknię ślubną. Uważa, że jest prawie tak twarda jak Carlisle, twardsza od Esme i tysiąc razy twardsza od Edwarda, ponieważ nigdy nie poznała smaku ludzkiej krwi. Jest przybraną siostrą Jaspera i żoną Emmetta.

- Carlisle Cullen – urodził się około 1643 r. w Londynie. Znany również jako Stregoni Benefici. Około roku 1666 został przemieniony w wampira i od początku wiedział, kim się stał. Nie miał zamiaru się z tym pogodzić, chciał odebrać sobie życie. Rzucał się z wielkich wysokości, próbował się utopić. Czuł do siebie obrzydzenie − do swojej natury i nie chciał zniżyć się do mordu. Był coraz bardziej głodny, a zarazem coraz słabszy. Malała również jego siła woli, więc trzymał się z daleka od ludzi. Pewnego dnia mijało go stado jeleni. Carlisle nie wytrzymał, zaatakował i pożywił się ich krwią. Wtedy odkrył, że może żyć bez konieczności zabijania ludzi. Wiedział, że ma przed sobą nieskończenie wiele lat życia, więc postanowił lepiej zagospodarować ten czas. Popłynął do Francji, zwiedził Europę, odwiedzał uniwersytety. Nocami uczył się muzykologii, przyrodoznawstwa i medycyny. I to ona właśnie stała się jego życiowym celem, chciał pomagać i ratować ludzi. Dwa stulecia pracował nad samokontrolą. Studiował we Włoszech, gdzie spotkał po raz pierwszy Volturi. Carlisle towarzyszył im przez kilkadziesiąt lat, podziwiał ich obycie i wyrafinowanie, jednak spierali się w sprawie dotyczącej diety. W końcu Cullen postanowił sprawdzić, jak żyje się w Nowym Świecie. Był samotny, marzył by spotkać kogoś, kto podzielałby jego poglądy. Wyjechał do Stanów Zjednoczonych. Gdy wybuchła epidemia hiszpanki, pracował na nocną zmianę w szpitalu w Chicago. Tam spotkał umierającego Edwarda i jego rodziców − Edwarda i Elizabeth Masen. Matka chłopca poprosiła Carlisle'a, by go uratował. Doktor dużo wcześniej zastanawiał się nad stworzeniem swojego kompana. Wiedział, że Edward został sam na świecie, jego matka bowiem, podobnie jak ojciec, zmarła na skutek choroby. Carlisle postanowił spróbować. Najpierw stworzył Edwarda. Niedługo potem spotkał umierającą Esme, która skoczyła z klifu po utracie swojego dziecka. Leżała już w kostnicy, lecz jej serce nadal biło. Carlisle zamienił ją w wampira, potem pobrali się. Następnie przemienił Rosalie Hale, którą znalazł leżącą na ulicy. Wtedy jeszcze Esme podawała się za siostrę Edwarda. Po znalezieniu przez Rosalie konającego już Emmetta, dzięki jej namowom, dokonał również przemienia i jego. Reszta rodziny, Alice i Jasper dołączyli do nich po dłuższym czasie i odtąd mieszkali razem. Pod koniec drugiej części, w głosowaniu na temat losu Belli jest za jej przemianą w wampira. Mówi również, że nie miałby wyboru, ponieważ wiedział, że wraz ze śmiercią Belli, Edward popełni samobójstwo. Carlisle pracuje w szpitalu, w Forks. Jak mówił Charlie Swan, ojciec Belli, pielęgniarkom trudno skupić się na pracy, podczas gdy on jest w pobliżu. Ma blond włosy, bladą twarz. Jest przybranym ojcem Edwarda, Rosalie, Emmeta, Alice i Jaspera oraz mężem Esme.

- Esme Cullen – jej mężem jest Carlisle Cullen, który uratował ją po próbie samobójczej przemieniając w wampirzyce. Jej przyszywanymi dziećmi są: Edward Cullen, Rosalie Hale, Emmett Cullen, Alice Cullen oraz Jasper Hale. Esme w 1921 roku urodziła synka, który zmarł zaraz po urodzeniu. Zrozpaczona kobieta rzuciła się z klifu. Została dostarczona do szpitala, gdzie pracował Carlisle. Trafiła do szpitalnej kostnicy, jednak wampir odkrył, że serce Esme jeszcze biło. Wtedy postanowił przemienić ją w wampira. Wkrótce wzięli ślub. Do czasu dołączenia kolejnych członków rodziny Esme była „siostrą” Edwarda. Dopiero później została „matką” rodziny. Przez lata martwiła się, że Edward nie znalazł sobie wybranki serca. Gdy więc dowiedziała się, że przyszywany syn zaczął chodzić z Bellą, była zachwycona. Bardzo polubiła ukochaną Edwarda. W drugim tomie Księżyc w nowiu była przeciwna temu, aby Edward rzucił Bellę dla jej dobra. Gdy rodzina myślała, że Isabella nie żyje, mocno to przeżywała. Była uradowana, gdy dowiedziała się, że jest inaczej. W rodzinnym głosowaniu była za przemienieniem Belli w wampirzycę. W czwartej części kultowej Sagi bierze udział w przygotowaniach do wesela Belli i Edwarda. „Użycza” im również swojej wyspy dla nowożeńców. Urządza Belli i Edwardowi skromy, kamienny domek, niedaleko rezydencji Cullenów, dla nich i ich małej córeczki Reneesme Cullen. Razem z innymi Cullenami i przyjaciółmi rodziny szykuje się do walki z Volturi.

- Emmett Cullen – jest adoptowanym synem Carlisle'a i Esme, przybranym bratem Edwarda, Alice i mężem Rosalie Hale. W „Przed świtem” zostaje szwagrem Belli Swan oraz wujkiem Renesmee Cullen. Emmett urodził się w 1915 roku, mieszkał w Gatlinburg, Tennessee. W 1935 roku zostaje zaatakowany przez niedźwiedzia i znaleziony w lesie przez Rosalie, która polowała akurat na tym obszarze. Emmett przypominał jej wyglądem dziecko jej przyjaciółki, które miało takie same dołeczki i niewinny wygląd. Postanowiła go uratować. Wzięła go na ręce i niosła przez ponad sto mil do miasta Appalachia, gdzie akurat mieszkali. Tam poprosiła Carlisle'a Cullena, by darował Emmettowi życie przez zamienienie go w wampira. Emmett dołączył do klanu Cullenów. Zakochuje się w Rosalie, zostają parą, a później małżeństwem. W książce wspomniane jest, że co jakiś czas Cullenowie wyprawiają im wesele. Emmett jest przedstawiony jako wysoki, krzepki, niezwykle umięśniony i u większości ludzi budzi większą grozę niż jego przybrani bracia. Ma ciemne loki, a gdy się uśmiecha, powstają mu dołeczki. Jest również bardzo wesołym i śmiałym chłopakiem. Raczej nie boi się innych wampirów i nie stara się nawet podchodzić do nich ostrożnie jak reszta rodziny. Może to być spowodowane faktem, że Emmetta nie jest łatwo pokonać. Lubi żartować, zwłaszcza z Belli Swan. W „Zmierzchu”, Emmett jest początkowo ostrożny w stosunku do Belli, ale ostatecznie się do niej przekonuje. Jest zaskoczony, gdy Bella wymyśla sposób ucieczki, nie narażając Charliego. Często dokucza jej ze względu na jej niezdarność i ludzki tok rozumowania. Głosuje za jej przemienieniem w wampira w tomie „Księżyc w nowiu”.

- Renesmee Carlie „Nessie” Cullen − pół wampir i pół człowiek (Dhampir). Urodzona 10 września, córka Edwarda Cullena i Belli Swan. Imiona dziewczynki są kombinacją imion rodziców Belli oraz przybranych rodziców Edwarda. Imię 'Renesmee' powstało z połączenia imion matek: Renée i Esme, a 'Carlie' pochodzi od imion ojców: Carlisle i Charlie. Jest to pomysł matki dziewczynki, Belli.

Jest niezwykle piękna, jeszcze wspanialsza niż Edward i Bella. Rysy twarzy i kolor włosów odziedziczyła po Edwardzie, kolor oczu po Belli, kręcone włosy zaś po dziadku − Charliem. Jej serce, inaczej niż u wampirów pełnej krwi, pompuje krew, dając jej rumieńce. Skóra Renesmee jest bardzo ciepła i delikatna w dotyku, ale jest twarda, blada i migocze na słońcu, prawie tak jak skóra wampira. (Jednak Bella stwierdza, że jej córka nie będzie mieć problemu z przebywaniem z ludźmi w jasnym słońcu.) Dziewczynka może żywić się krwią i ludzkim jedzeniem, jednak woli krew. Potrzebuje snu tak jak ludzie, rosną jej włosy i paznokcie. Nie produkuje jadu. Renesmee psychicznie i fizycznie rozwija się bardzo szybko. Siedem dni po swoim urodzeniu umiała już mówić, a pod koniec „Przed świtem” może czytać, biegać, polować oraz mówić pełnymi zdaniami bez żadnych problemów. Przestanie rosnąć w wieku lat siedmiu, osiągnąwszy stopień rozwoju psychicznego i fizycznego równy siedemnastolatce. Ma 24 pary chromosomów, o jedną mniej niż prawdziwy wampir. Jest niezwykle inteligentna. Tak jak wampira można ją zabić tylko przez rozczłonkowanie i spalenie. Po Edwardzie odziedziczyła nadludzkie umiejętności takie jak: wyostrzone zmysły, zręczność, siłę i szybkość. Renesmee posiada dwie wyjątkowe zdolności, które są „odwróconymi o 180 stopni” zdolnościami jej rodziców. Potrafi pokazywać komuś swoje myśli poprzez dotykanie ich twarzy, oraz przedzierać się przez wszystkie blokady, jak np. tarcza jej mamy, Belli. Jacob Black nadaje jej przydomek Nessie, bo uważa, że jej pełne imię jest trudne do wymówienia. Nie podoba się to Belli bo nasuwa skojarzenia z Potworem z Loch Ness. Jednakże później wszyscy zaczynają używać tego zdrobnienia.
- Charlie Swan – jest szeryfem w Forks i ojcem Belli Swan. Jest bardzo troskliwy i opiekuńczy, przez co ma początkowo trudności z zaakceptowaniem Edwarda jako chłopaka jego córki, bardziej skłaniając się ku Jacobowi Blackowi. W późniejszych tomach sagi odgrywa mniej znaczącą rolę.

## Zmierzchw popkulturze
- W serialu Pamiętniki wampirów (The Vampire Diaries) wampir Damon Salvatore czyta Księżyc w nowiu, wyśmiewając pomysły Meyer, m.in. wampiry świecące w słońcu, kiedy Caroline Forbes wypytuje go o jego prawdziwe cechy przytaczając te ukazane w „Zmierzchu”. Chwali jednocześnie twórczość Anne Rice.
- W 2010 roku zrealizowany został film Wampiry i świry, będący parodią Zmierzchu oraz innych produkcji o wampirach, jednocześnie stanowiący satyrę na nastoletnie miłośniczki książek Meyer.
- W książkach Andrzeja Pilipiuka, Wampir z M-3 oraz Wampir z MO, polskie wampiry kilkakrotnie wspominają o rodzinie Cullenów, opisując ją jako bandę zwyrodnialców lubującą się w wysysaniu krwi z niewinnych zwierząt, w miejsce kulturalnego picia ludzkiej krwi.
- W filmie Akademia Wampirów: Siostry krwi Rosemarie Hathaway opisując dobre wampiry- Moroje dodaje: „nie błyszczą się w słońcu” zaś żywicielka jej przyjaciółki Wasylissy Dragomir pisze fanfiction Zmierzchu.